# Smaragdina xanthaspis

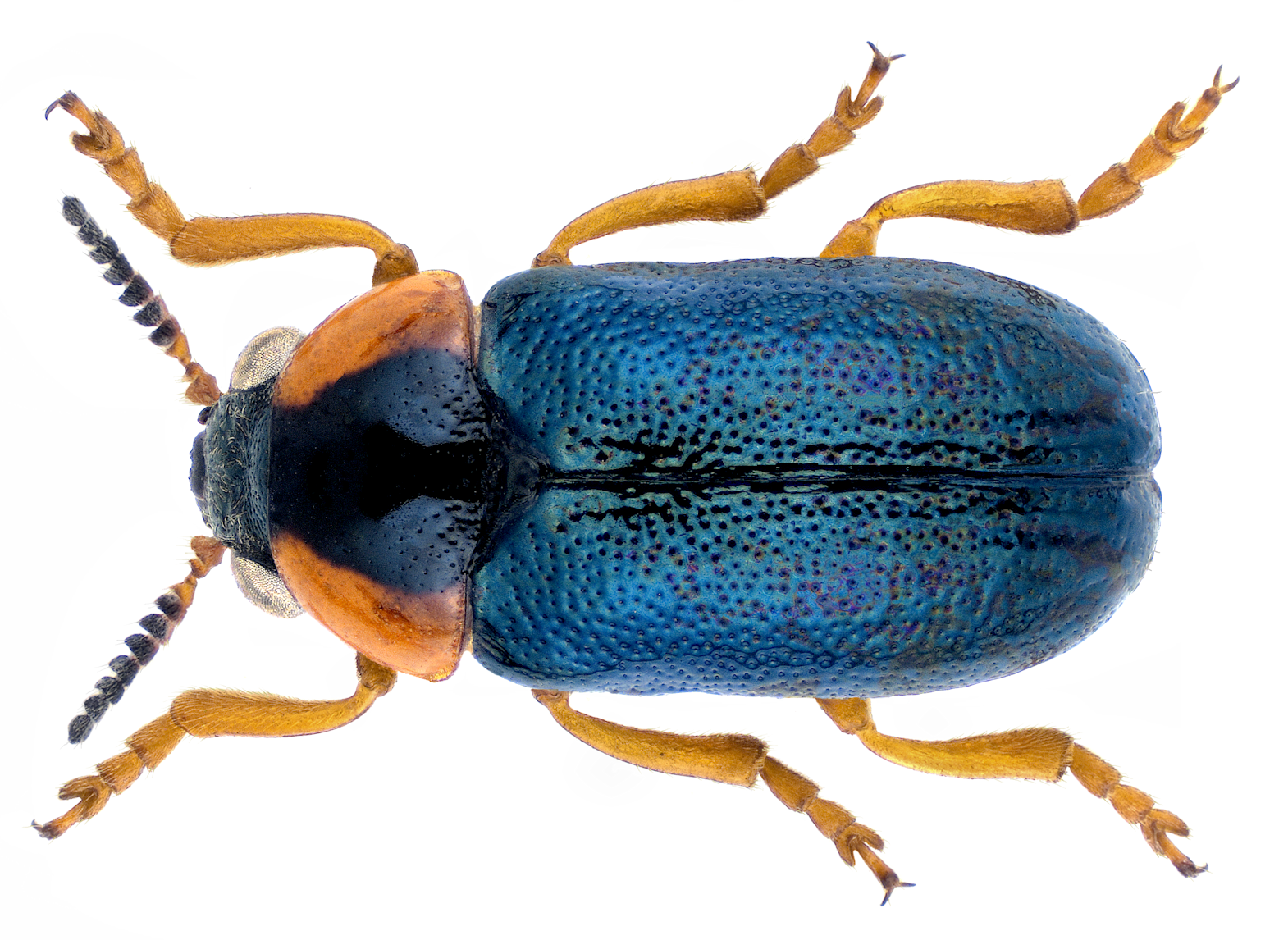
Vista superior del Smaragdina xanthaspis.

Smaragdina xanthaspis es una especie de insecto coleóptero de la familia Chrysomelidae.
Fue descrita científicamente en 1824 por Germar.